# Фантазия (психология)
Вижте пояснителната страница за други значения на Фантазия.
Фантазията е ситуация, която си е въобразена от индивид или група и която не отговаря на реалността, но изразява някакви желания или цели на нейния създател. Фантазията обикновено включва ситуации, които са невъзможни (като съществуването на магически сили) или много малко вероятни. Фантазиите също могат да бъдат сексуални по своята природа.
|  | Тази страница частично или изцяло представлява превод на страницата Fantasy (psychology) в Уикипедия на английски. Оригиналният текст, както и този превод, са защитени от Лиценза „Криейтив Комънс – Признание – Споделяне на споделеното“, а за съдържание, създадено преди юни 2009 година – от Лиценза за свободна документация на ГНУ. Прегледайте историята на редакциите на оригиналната страница, както и на преводната страница, за да видите списъка на съавторите. ВАЖНО: Този шаблон се отнася единствено до авторските права върху съдържанието на статията. Добавянето му не отменя изискването да се посочват конкретни източници на твърденията, които да бъдат благонадеждни. |